# Franciszek Kaczmarek (fizyk)
Franciszek Kaczmarek (ur. 24 grudnia 1928 w Łęgowie, zm. 2 czerwca 2015 w Poznaniu) – polski naukowiec, fizyk, rektor Uniwersytetu im. Adama Mickiewicza w Poznaniu w latach 1984–1985.

## Życiorys
Jego ojciec Jan był z zawodu ślusarzem-tokarzem, matka Zofia, z domu Staszewska, zajmowała się gospodarstwem domowym. W czasie drugiej wojny światowej został zatrudniony jako uczeń elektromonterski w firmie Siemens-Schuckert w Poznaniu. Po wojnie w 1948 ukończył szkołę średnią - Liceum im. Bergera w Poznaniu. 

### Wykształcenie i kariera naukowa
W latach 1948–1952 studiował na Wydziale Matematyczno-Przyrodniczym Uniwersytetu Poznańskiego. W roku 1952 uzyskał dyplom magistra filozofii w zakresie matematyki.  Jeszcze jako student - w 1950 - został zatrudniony w Katedrze Fizyki Doświadczalnej na stanowisku zastępcy asystenta. Doktorat w zakresie fizyki uzyskał w 1960. Tematem jego rozprawy doktorskiej były zjawiska opóźnione w ferroelektrycznym tytanianie baru. Promotorem jego pracy był profesor Arkadiusz Piekara. W 1968 habilitował się. W 1975 mianowany profesorem nadzwyczajnym, a od 1984 profesor zwyczajny na Wydziale Fizyki Uniwersytetu im. Adama Mickiewicza w Poznaniu.
Od 1962 pod kierunkiem Franciszka Kaczmarka prowadzone były prace nad konstrukcją lasera. Były to pionierskie badania na skalę krajowa, które zakończyły się pełnym sukcesem - pierwszy laser rubinowy został uruchomiony w Poznaniu 5 grudnia 1963, zaś pierwszy maser 2 stycznia 1964 Wspólnie z Tadeuszem Kulińskim, Markiem Ludwiczaklem i Zdzisławem Błaszczakiem zorganizował od podstaw zespół fizyki laserów, który w 1969 przekształcił się w Zakład Elektroniki Kwantowej Instytutu Fizyki Uniwersytetu im. Adama Mickiewicza, którego kierownikiem profesor był przez wiele lat.
Kierował I Pracownią Fizyczną i Zaocznym Studium Fizyki. W latach 1975–81 pełnił funkcję prodziekana Wydziału Matematyki, Fizyki i Chemii Uniwersytetu im. Adama Mickiewicza w Poznaniu. 
Autor kilkudziesięciu publikacji oraz licznych referatów wygłaszanych na całym świecie. Wykształcił wielu magistrów, wypromował 20 doktorów, z których 5 uzyskało tytuły profesora. Był promotorem doktoratu honorowego Javiera Solany, sekretarza generalnego Rady Unii Europejskiej.
Po przejściu na emeryturę w 1999 roku skonstruował laser światłowodowy w paśmie zielonym, wzbudzany wiązką podczerwoną z lasera półprzewodnikowego. 
Wieloletni wiceprzewodniczący Oddziału Poznańskiego a od 2011 roku członek Honorowy Polskiego Towarzystwa Fizycznego. 
Był również wieloletnim członkiem m.in.
- komitetów międzynarodowych: Advisory Committe on Physics Education, Europejskiego Towarzystwa Fizycznego oraz Committe on Physics Education IUPA
- przez 9 lat Centralnej Komisji ds. Tytułu Naukowego i Stopni Naukowych, w tym przez 6 lat sprawował funkcję jej wiceprzewodniczącego
- zespołu recenzentów podręczników szkolnych w Ministerstwie Edukacji Narodowej i Sportu

### Prorektor i rektor
Pełnił funkcję prorektora w gabinecie demokratycznie wybranego rektora Janusza Ziółkowskiego, co miało wpływ na jego stosunki z przedstawicielami ówczesnego ustroju. Ze stanowiska zrezygnował wraz z innymi prorektorami po usunięciu przez władze ministerialne rektora i jednego z prorektorów na początku 1982. Wybrany na rektora 10 maja 1984 w dość szczególnych okolicznościach – po zakończeniu stanu wojennego nastąpiła pewna liberalizacja, a wyborów dokonywały gremia wybrane w reformatorskim okresie 1980–1981. Jego wybór na rektora odebrany został jako demonstracja polityczna ze strony środowiska uniwersyteckiego i był pretekstem – jako jedna z wielu podobnych decyzji na polskich uczelni – do wprowadzenia przez władze nowej ustawy o szkolnictwie wyższym, umożliwiającej im odgórne usuwanie ze stanowisk przedstawicieli władz uczelnianych (czego miał paść ofiarą). Za jego kadencji opracowano program komputeryzacji indywidualnych stanowisk pracy w UAM.
Kładł nacisk na traktowanie zadań dydaktycznych na równi z naukowymi. W 1985 jego kadencja – zgodnie ze wspomnianą ustawą – została odgórnie przerwana przez Ministra Szkolnictwa Wyższego Benona Miśkiewicza wobec „niezatwierdzenia przez ministra nauki i szkolnictwa wyższego dalszego pełnienia funkcji przez zespół rektorski”.

### Życie prywatne
W 1955 zawarł związek małżeński z Zofią Mendelowską, z którą miał dwie córki: Iwonę (biolog) i Małgorzatę (fizyk).

### Pogrzeb
Zmarł 2 czerwca 2015 w Poznaniu, gdzie został pochowany 9 czerwca 2015 na Cmentarzu parafialnym św. Jana Vianneya (kwatera św. Michała-1-25). W dniu pogrzebu w westybulu Auli Uniwersytetu im. Adama Mickiewicza w Poznaniu wystawiona została trumna z ciałem profesora. Honorową wartę pełnili przy niej rektorzy, profesorowie i dawni jego uczniowie.

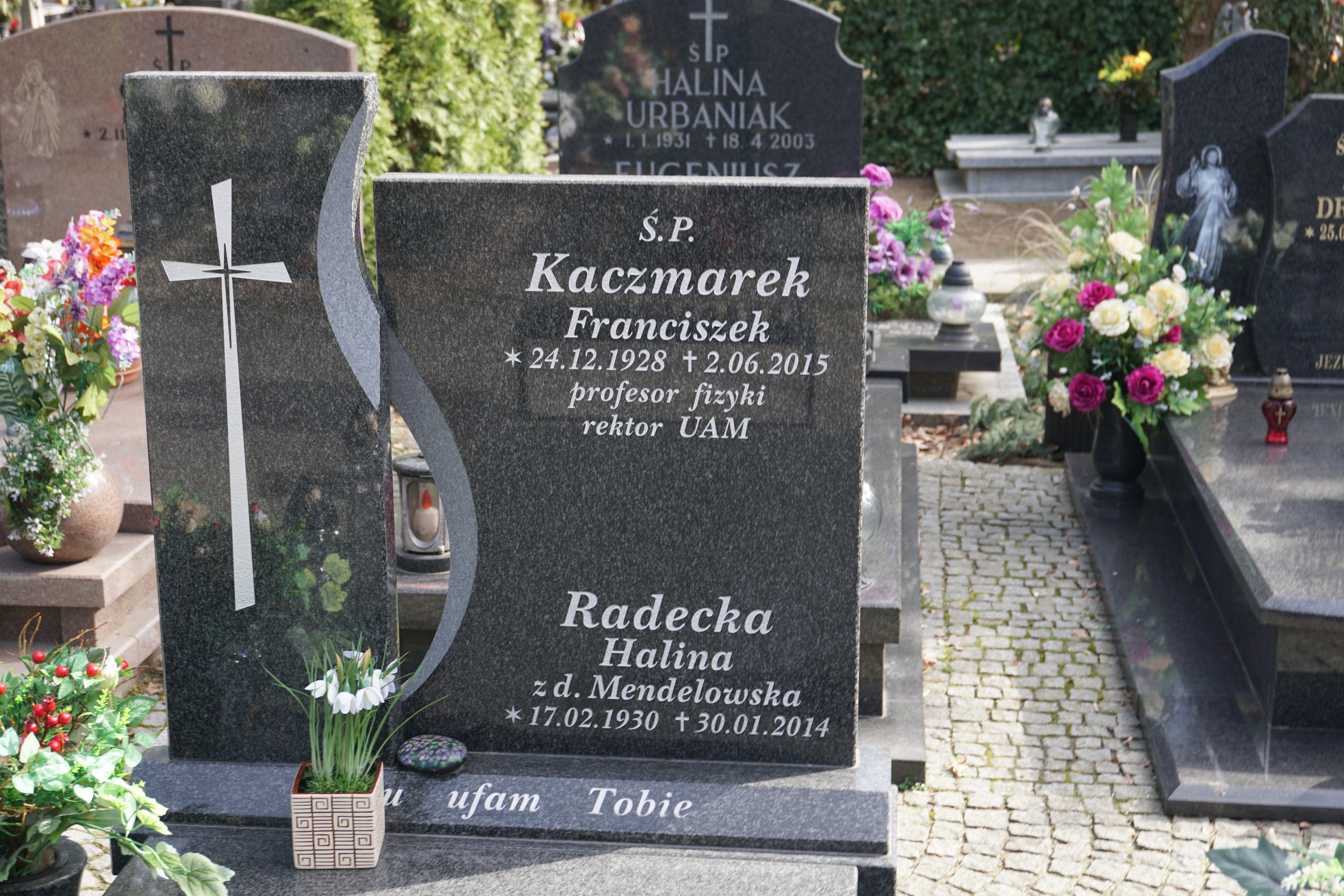
Grób prof. Franciszka Kaczmarka na cmentarzu parafii św. Jana Vianneya w Poznaniu

## Odznaczenia i nagrody

### Ordery
- Krzyż Oficerski Orderu Odrodzenia Polski (2011)[8][9][10]
- Krzyż Kawalerski Orderu Odrodzenia Polski
- Złoty Krzyż Zasługi
- Złoty Medal za zasługi dla Wojskowej Akademii Technicznej w Warszawie

### Inne
Laureat Nagrody Naukowej Miasta i Województwa Poznańskiego za rok 1979.
W 2009 nagrodzony medalem Palmae Universitatis Studiorum Posnaniensis, najwyższym wyróżnieniem akademickim Uniwersytetu im. Adama Mickiewicza w Poznaniu.

## Wybrane publikacje
- II pracownia fizyczna. Cz. 2, Ćwiczenia laboratoryjne dla studentów Zaocznego Studium Fizyki, Poznań : Uniwersytet im. A. Mickiewicza, Instytut Fizyki, 1970
- II pracownia fizyczna. Cz. 1, Ćwiczenia laboratoryjne dla studentów Studium Fizyki dla Pracujących, Poznań : Uniwersytet im. A. Mickiewicza, Instytut Fizyki, 1970
- Wstęp do fizyki laserów, PWN Warszawa 1978
- Podstawy działania laserów, Warszawa : Wydawnictwa Naukowo-Techniczne, 1983
- W ćwierćwiecze odkrycia lasera : materiały z sesji naukowej, Ciążeń, 16-17 maja 1985 roku (pod red. Franciszka Kaczmarka), Poznań : Wydawnictwo Naukowe UAM, 1987
- Quantum electronics, Poznań : Wydawnictwo Naukowe UAM, 1994
- Franciszek Kaczmarek, Ryszard Parzyński, Laser physica, Uniwersytet im. Adama Mickiewicza w Poznaniu. Insitute of Physics. Pt. 1, Introduction to quantum optics, Poznań : Wydaw. Naukowe UAM, 1990